# Memoriał Alfreda Smoczyka 2011
Memoriał Memoriał Alfreda Smoczyka 2011 – rozegrane po raz 61. w Lesznie zawody żużlowe, mające na celu upamiętnienie polskiego żużlowca Alfreda Smoczyka, który zginął tragicznie w 1950 roku. W memoriale zwyciężył Polak Janusz Kołodziej.

## Wyniki
- Leszno, 15 października 2011
- Sędzia: Wojciech Grodzki

| Msc. | Zawodnik               | Klub                 | Pkt   |             |  |
| ---- | ---------------------- | -------------------- | ----- | ----------- |  |
| 1    | Janusz Kołodziej       | Unia Leszno          | 15    | (3,3,3,3,3) |  |
| 2    | Jarosław Hampel        | Unia Leszno          | 11    | (3,2,2,2,2) |  |
| 3    | Adrian Miedziński      | Unibax Toruń         | 10 +3 | (1,3,1,2,3) |  |
| 4    | Patryk Dudek           | Falubaz Zielona Góra | 10 +2 | (1,3,3,2,1) |  |
| 5    | Łukasz Jankowski       | Orzeł Łódź           | 9     | (2,3,0,3,1) |  |
| 6    | Robert Miśkowiak       | Lechma Poznań        | 9     | (2,1,3,3,0) |  |
| 7    | Damian Baliński        | Unia Leszno          | 9     | (3,0,2,1,3) |  |
| 8    | Przemysław Pawlicki    | Polonia Piła         | 7     | (3,t,1,3,0) |  |
| 9    | Maciej Janowski        | Sparta Wrocław       | 7     | (0,1,3,1,2) |  |
| 10   | Norbert Kościuch       | Lechma Poznań        | 7     | (2,2,u,1,2) |  |
| 11   | Grzegorz Zengota       | Falubaz Zielona Góra | 6     | (0,1,0,2,3) |  |
| 12   | Piotr Protasiewicz     | Falubaz Zielona Góra | 6     | (0,2,2,0,2) |  |
| 13   | Tobiasz Musielak       | Unia Leszno          | 4     | (1,0,2,1,0) |  |
| 14   | Krzysztof Jabłoński    | Start Gniezno        | 4     | (1,2,d,0,1) |  |
| 15   | Adam Skórnicki         | Unia Leszno          | 3     | (2,0,1,0,d) |  |
| 16   | Kamil Adamczewski      | Unia Leszno          | 2     | (0,0,1,0,1) |  |
| 17   | rez. Marcin Nowak      | Unia Leszno          | 1     | (1)         |  |
|      | rez. Sławomir Musielak | Unia Leszno          | ns    |             |  |

Bieg po biegu:
1. Hampel, Kościuch, Miedziński, Protasiewicz
2. Baliński, Skórnicki, Dudek, Janowski
3. Kołodziej, Miśkowiak, Jabłoński, Zengota
4. Pawlicki, Jankowski, T. Musielak, Adamczewski
5. Jankowski, Hampel, Zengota, Baliński
6. Kołodziej, Kościuch, Janowski, T. Musielak
7. Miedziński, Jabłoński, Nowak, Skórnicki (Pawlicki - t)
8. Dudek, Protasiewicz, Miśkowiak, Adamczewski
9. Janowski, Hampel, Adamczewski, Jabłoński (d)
10. Miśkowiak, Baliński, Pawlicki, Kościuch (u)
11. Dudek, T. Musielak, Miedziński, Zengota
12. Kołodziej, Protasiewicz, Skórnicki, Jankowski
13. Miśkowiak, Hampel, T. Musielak, Skórnicki
14. Jankowski, Dudek, Kościuch, Jabłoński
15. Kołodziej, Miedziński, Baliński, Adamczewski
16. Pawlicki, Zengota, Janowski, Protasiewicz
17. Kołodziej, Hampel, Dudek, Pawlicki
18. Zengota, Kościuch, Adamczewski, Skórnicki (d)
19. Miedziński, Janowski, Jankowski, Miśkowiak
20. Baliński, Protasiewicz, Jabłoński, T. Musielak
21. Bieg o 3. miejsce: Miedziński, Dudek